# Католицькі покровителі Польщі

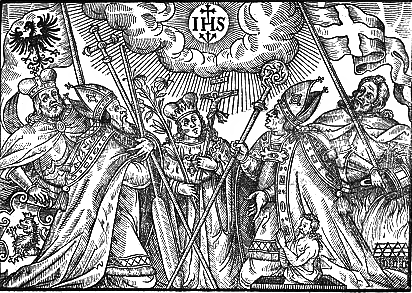
Католицькі покровителі Польщі

Католицькі покровителі Польщі — святі, що їх проголошено (в основному Папою Римським) і визнаються католицькою церквою в Польщі, як покровителі країни. До них моляться та відправляють літургії за заступництво святого за Польщу.

## Історичні покровителі
Покровителі Речі Посполитої (Королівства Польського та Литви), 1569—1795:
- Святий Казимир — головний покровитель Литви, покровитель Речі Посполитої, проголошений під час канонізації в 1604 р. Климентом VIII
- Свята Кінга — проголошена покровителькою Папою Бенедиктом XIII 31 серпня 1715
- Ян Канти — проголошений покровителем Польщі й Литви в 1737 році папою Климентом XII
- Святий Ян з Дуклі — проголошений покровителем Речі Посполитою (Польщі й Литва) Климентом XII в 1739 році
- Владислав з Гельньова — проголошений покровителем Климентом XIII у 1759 році

Ядвіга Ажуйська та Ядвіга Сілезька
Обидві святі після смерті були оточені спеціальним культом прославлення й шануються як покровительки Польські:
- Свята Ядвіга Анжуйська — прославлена як мати трьох народів (була королевою Польщі, Литви, Русі-України), зарахована до лику блаженних 8 червня 1979 і канонізована в 1997 році Папою Римським Іваном Павлом II
- Свята Ядвіга Сілезька — покровителькою Сілезії була проголошена Папою Інокентієм XI 1680 р.

Йосафат Кунцевич
Після смерті (1623) Святий Йосафат Кунцевич вшановується в I Речі Посполитій, в основному в Галичині, в єпархіях греко-католицької церкви. Під час Січневого повстання в Польщі (1863) святого Йосафата було проголошено покровителем повстанців, які молилися йому як одному з головних покровителів польських.
Також покровителем Польщі вважається Святий Флоріан.

## Сучасні покровителі
Титул головних покровителів мають:
- Святий Войцех (Адальберт) — патрон Католицької Церкви в Польщі.
- Святий Станіслав зі Щепанова — канонізований 8 вересня 1253 (Папа Інокентій IV)
- Богоматір Королева Польська — ікона Ченстоховської Божої Матері була проголошена Польською покровителькою 1 квітня 1656 р. у Львові в соборі перед чудотворним образом королем Яном Казимиром.

Титул другорядні покровителі (drugorzędnych patronów Polski) отримали:
- Святий Станіслав Костка — проголошений покровителем Королівства Польського та Великого князівства Литовського Папою Климентом X в 1674 році.
- Святий Анджей Бобола — проголошений «другорядним покровителем» у 2002 році Папою Римським Іваном Павлом II.